# راكيل سيبيدا
راكيل سيبيدا (بالإنجليزية: Raquel Cepeda)‏ هي صحفية أمريكية، ولدت في 9 يونيو 1973 في هارلم في الولايات المتحدة.